# Richard Anthony Salisbury
Richard Anthony Salisbury, nato Richard Markham (Leeds, 2 maggio 1761 – Londra, 23 marzo 1829), è stato un botanico inglese.
Mentre è ricordato come un lavoratore prezioso nelle scienze orticole e botaniche, diverse discussioni, da lui stesso causate, lo resero inviso ai suoi contemporanei.

## Biografia
Era figlio di Richard Markham, un commerciante di tessuti. Studiò all'Università di Edimburgo — probabile allievo di John Hope — ed entrò in amicizia con James Edward Smith. Cambiò il suo cognome in Salisbury a seguito di un supposto accordo per finanziare i suoi studi. Questo accordo sarebbe stato fatto con una non meglio precisata Mrs. Anna Salisbury, imparentata a sua nonna per matrimonio, o come dichiarò in corrispondenza con Joseph Banks.
Salisbury sposò Caroline Staniforth nel 1796. La coppia ebbe Eleanor nel 1797 ma subito dopo i due si separarono. Salisbury aveva apparentemente travisato lo stato delle sue finanze quando aveva proposto il matrimonio, e aveva notevoli debiti al tempo della nascita di sua figlia avendo dichiarato fallimento per scopi discutibili. Successivamente venne arrestato per le sue false dichiarazioni finanziarie. La sua onestà in questioni legali e finanziarie sembra essere stata discutibile, se non subdola. A quanto pare recuperò finanziariamente nel 1802, quando acquistò una casa.
Creò dei giardini in uno dei beni del padre, Chapel Allerton, vicino a Leeds, e acquistò l'ex tenuta di Peter Collinson, Ridgeway House. Proprio in questa operazione finanziaria iniziò una lunga disputa tra Smith e lui.
Salisbury contribuì con annotazioni in Plantarum Guianæ Icones, Edward Rudge (1805–07), e descrizioni a Paradisus Londinensis (1806–09).
Nel 1809, venne nominato primo segretario ad honorem della Horticultural Society, e il suo successore Joseph Sabine trovò i conti in disordine. Intorno a quel periodo si trasferì a Londra, dove possedette un piccolo giardino con un gran numero di piante esotiche e rare.
Salisbury si oppose all'uso della classificazione di Linnaeus per le piante, cosa che portò gli altri a ignorare il suo lavoro. La censura venne successivamente segnalata:
(Journal of Botany, 1886, p. 297.)
Salisbury era conosciuto come un uomo con il quale era difficile andare d'accordo e fu evitato da molti botanici del suo tempo. Tuttavia, egli era un botanico meticoloso che ha contribuito in modo significativo alla scienza. I suoi contributi alla botanica inglese includono un pino laricio ( Pinus nigra) consegnato ai Kew Gardens e il suo erbario è stato approvato su richiesta del suo figlio adottivo, Matthew Burchill. Salisbury incontrò Alphonse de Candolle nei suoi ultimi anni, e gli offrì di lasciarlo suo erede se avesse preso il nome di 'Salisbury'.
Morì nel 1829 e i suoi manoscritti andarono a John Edward Gray, che ne pubblicò una parte in Genera Plantarum e depositò gli altri al British Museum.
Il ritratto a matita di Burchell (1817), acquistato da Kew, e i genus di Smith, Salisburia, un sinonimo per Ginkgo, denotano il suo contributo alla storia della botanica britannica.

## Opere
Ha pubblicato un manoscritto nel 1809 sotto il nome di un amico, Joseph Knight, intitolato Sulla coltivazione delle piante appartenenti all'ordine naturale delle Proteeae, che conteneva solo 13 pagine relative alle tecniche di coltivazione, ma oltre 100 pagine di revisione tassonomica. Tuttavia, si scoprì che l'opera era comunque liberamente plagiata dal lavoro di un altro botanico (Brown), che era in contrasto con Salisbury. Salisbury aveva memorizzato i nomi delle piante dalla conferenza di Robert Brown per la presentazione del suo On the Proteaceae of Jussieu alla Linnean Society of London nel primo trimestre 1809, che venne successivamente pubblicato nel marzo 1810. Knight e Salisbury quindi anticiparono Brown nella stampa e rivendicarono una priorità per i nomi che Brown aveva autorizzato.
Salisbury venne accusato di plagio, ostracizzato dai circoli botanici, e le sue pubblicazioni ignorate durante la sua vita. Samuel Goodenough scrisse:
(Samuel Goodenough)
Robert Brown scrisse a Salisbury:
(Robert Brown)
Anche se i nomi generici di Salisbury sono stati quasi tutti ristornati, molti dei suoi nomi specifici sono stati reintegrati; dal momento che l'autore nominale era Knight, e non Salisbury, Knight è ormai considerato l'autore di un gran numero di Proteaceae.
- Icones Stirpium rariorum, 1787
- Prodromus Stirpium in horto ad Chapel Allerton, 1796
- Dissertatio botanica de Erica, 1800
- The Genera of Plants., 1866, with John Edward Gray. Unpublished fragment